# Edward Gates White
Edward Gates White (onbekend, 4 augustus 1918 – Culver City, 27 december 1992) was een Amerikaanse rhythm-and-bluesmuzikant (zang, piano) en orkestleider.

## Biografie
Hoewel sommige bronnen beweren dat hij in Philadelphia is geboren, noemen de onderzoekers Bob Eagle en Eric LeBlanc Alabama als zijn geboorteplaats. Hij verhuisde in 1932 naar Californië en vestigde zich als bandleider. Met verschillende bands, gecrediteerd als de Hollywood All Stars of de Wampus Cats, nam hij sporadisch op voor verschillende labels tussen het midden van de jaren 1940 en de late jaren 1950. Hij had ook een radioprogramma op NBC in het midden van de jaren 1940, toen hij bekend stond als 'The Man in the Moon'.
Zijn grootste succes als opnameartiest kwam in 1949, toen Late After Hours bij Selective Records, gecrediteerd aan The Great Gates, zich plaatste in de r&b-hitlijst op positie 6. In 1952 nam hij op in Chicago met orkestleider Red Saunders en later in Los Angeles bij Aladdin Records, 4 Star Records en Specialty Records. Zijn laatste opnamen als organist waren in 1962 bij het label Robins Nest.

## Overlijden
Edward Gates White overleed in december 1992 op 74-jarige leeftijd.
- Library of Congress Control Number: no2006010176
- Virtual International Authority File: 51435098
- WorldCat: E39PBJwXbTQRCGbRbm8BWjXmVC